# Lilith Schmidt
Lilith Joana Schmidt (* 8. Juni 2006 in Hachenburg) ist eine deutsche Fußballspielerin, die seit Sommer 2025 dem VfL Bochum angehört.

## Karriere

### Vereine
Schmidt begann im Alter von vier Jahren für den im Bad Marienberger Stadtteil Eichenstruth ansässigen Mehrspartensportverein TuS Eichenstruth-Großseifen mit dem Fußballspielen. Mit der Gründung des in Wolfstein im Landkreis Kusel (Rheinland-Pfalz) ansässigen Jugendförderverein Wolfstein im Jahr 2021 wechselte sie zu diesem Verein und kam gemeinsam mit den C-Junioren in der Rheinlandliga zum Spiel um den Ball. Parallel spielte sie auch in der B-Jugend für die Nachwuchsmannschaft des SC 13 Bad Neuenahr in der Staffel West/Südwest der B-Juniorinnen-Bundesliga und bestritt in der Saison 2021/22 elf Punktspiele, in denen sie drei Tore erzielte.
Im Alter von 16 Jahren wurde sie vom 1. FC Köln verpflichtet. Lilith spielte ab der Saison 2022/23 zunächst für die Zweitvertretung des Stammvereins in der 2. Bundesliga. Ihr Debüt im Seniorinnenbereich gab sie zum Saisonstart am 28. August 2022 bei der 0:3-Niederlage im Heimspiel gegen den FC Bayern München II von Beginn an. In ihren weiteren 16 Punktspielen erzielte sie zwei Tore, ihr erstes am 18. Dezember 2022 (12. Spieltag) beim 4:2-Sieg im Auswärtsspiel gegen den FC Ingolstadt 04 mit dem Treffer zum 2:0 in der 29. Minute. Mit dem Abstieg ihrer Mannschaft in die Regionalliga West kam sie in dieser Spielklasse in 13 Punktspielen zum Einsatz, in denen sie acht Tore erzielte.
Für die erste Mannschaft gab sie ihr Pflichtspieldebüt in der Bundesliga; am 28. September 2024 (4. Spieltag) wurde sie bei der 0:2-Niederlage im Heimspiel gegen den SC Freiburg in der 66. Minute für Nicole Billa eingewechselt.
Zur Saison 2025/26 wechselte sie zum VfL Bochum.

### Auswahl- / Nationalmannschaft
Schmidt kam als Spielerin der U14-Auswahlmannschaft des Fußballverbandes Rheinland vom 30. Mai bis zum 2. Juni 2019 in vier Turnierspielen um den DFB-Länderpokal an der Sportschule Wedau in Duisburg zum Einsatz.
Für den DFB spielte sie erstmals in der U16-Nationalmannschaft, die am 9. November 2021 das in Freundschaft ausgetragene Länderspiel gegen die U16-Nationalmannschaft Dänemarks mit 2:1 in Haderslev gewann. Im zweiten Ländervergleich – zwei Tage später an selber Stätte und mit demselben Ergebnis – erzielte sie mit der 1:0-Führung in der 25. Minute ihr erstes Länderspieltor.
Für die U17-Nationalmannschaft bestritt sie 17 Länderspiele, beginnend ab dem 18. Februar 2022 beim 1:1-Unentschieden im Freundschaftsspiel gegen die U17-Nationalmannschaft Dänemarks in Flensburg. Mit der Mannschaft nahm sie im Spieljahr 2022 an der U17-Europa- und -Weltmeisterschaft teil. Im ersten Turnier in Bosnien und Herzegowina kam sie im ersten und dritten Spiel der Gruppe A zum Einsatz und hatte damit Anteil am späteren Titelgewinn ihrer Mannschaft. Im zweiten Turnier in Indien bestritt sie das zweite und dritte Spiel der Gruppe B sowie das Viertel- und Halbfinale gegen die U17-Nationalmannschaften Brasiliens und Spaniens. Im Spiel um Platz 3 am 30. Oktober 2022 in Navi Mumbai, das gegen die U17-Nationalmannschaft Nigerias erst im Elfmeterschießen mit 2:3 verloren wurde, kam sie nicht zum Einsatz. Des Weiteren bestritt sie mit dem ersten und dritten Spiel der Gruppe B im Turnier um die Europameisterschaft 2023 in Estland zwei weitere EM-Finalspiele. Ferner wurde sie jeweils vier EM-Qualifikations- und Freundschaftsspielen eingesetzt.
Ihr Debüt in der U19-Nationalmannschaft erfolgte am 26. September 2023 in Burton upon Trent beim 3:3-Unentschieden gegen die U19-Nationalmannschaft Englands. Mit dieser Mannschaft nahm die an der Europameisterschaft 2024 in Litauen teil und wurde einzig im ersten Spiel der Gruppe B beim 1:1-Unentschieden gegen die U19-Nationalmannschaft der Niederlande berücksichtigt; nach der Gruppenphase schied sie mit ihrer Mannschaft als Drittplatzierter aus dem Turnier aus.

## Erfolge
Nationalmannschaft
- Vierter U17-Weltmeisterschaft 2022
- U17-Europameister 2022